# 東京流通センター
株式会社東京流通センター（とうきょうりゅうつうセンター）は、東京都大田区平和島にある物流センター、およびそれを運営する企業で、三菱地所グループに属する。

## 概要
敷地内に4つの物流ビルを持ち、このうち先に作られたA棟・B棟は地上6階建て・延床面積が約17万平方メートルで5トントラックまでの車両が自由に行き来できる仕様となっている。また道を1本隔てた場所には延床面積約3万6000平方メートルのC棟、同8700平方メートルのD棟がある。
また地上11階立てのセンタービルは企業の事務所として利用され、さらに展示場では各種イベントが行なわれている。敷地外である東京都大田区東糀谷にもTRC羽田ビルを所有し、企業の事務所として利用されている。

## 沿革
- 1967年（昭和42年） - 会社設立
- 1968年（昭和43年） - 用地を取得し、着工。
- 1971年（昭和46年） - 最初の物流拠点として物流ビルA棟がオープンし、その直後にセンタービルおよび展示場もオープン。
- 1971年（昭和46年）11月16日 - 東京流通センター内郵便局が置かれる[1]。
- 1973年（昭和48年） - 物流ビルB棟オープン
- 1981年（昭和56年） - 第二展示場オープン
- 1984年（昭和59年） - 物流C棟オープン
- 1991年（平成3年） - アネックス竣工、アールンホールオープン（ホールは2005年（平成17年）閉鎖、2006年（平成18年）にオフィスへ転用）
- 1998年（平成10年） - TRC羽田ビルを取得
- 2005年（平成17年） - 物流D棟オープン
- 2012年（平成24年） - 物流B棟の建て替えを発表。2015年着工（同年7月31日に旧B棟は閉鎖）、2017年7月完成。
- 2018年（平成30年） - 他社所有施設の運営管理業務を開始。
- 2018年（平成30年） - 物流A棟の建て替えを発表。2021年着工（同年5月31日に旧A棟は閉鎖）、2023年夏完成。

## アクセス
- 物流ビル、センタービル
  - 東京モノレール羽田空港線「流通センター駅」下車すぐ
  - 首都高速1号羽田線「平和島出口」直近
  - 東日本旅客鉄道（JR東日本）京浜東北線大森駅東口・京急本線平和島駅より京浜急行バスの便（森28系統）がある。
- TRC羽田ビル
  - 京急空港線大鳥居駅 下車3分